# Економска заједница држава западне Африке
Економска заједница држава западне Африке (енгл. Economic Community of West African States; фр. Communauté économique des États de l'Afrique de l'Ouest; порт. Comunidade Económica dos Estados da África Ocidental), позната по свом акрониму ЕКОВАС (од енгл. ECOWAS; франц. и порт. CEDEAO), је регионална група коју чини 15 западноафричких земаља, и формирана је 28. маја 1975. године потписивањем Споразума у Лагосу. 
Чланице:
- Бенин (1975)
- Буркина Фасо (1975)
- Гамбија (1975)
- Гана (1975)
- Гвинеја (1975)
- Гвинеја Бисао (1975)
- Зеленортска Острва (1976)
- Либерија (1975)
- Мали (1975)
- Нигер (1975)
- Нигерија (1975)
- Обала Слоноваче (1975)
- Сенегал (1975)
- Сијера Леоне (1975)
- Того (1975)

Бивше чланице:
- Мауританија (1975—2000)

Организација ECOWAS такође служи као мировне снаге у региону, при чему државе чланице повремено шаљу заједничке војне снаге да интервенишу у земљама чланицама блока у временима политичке нестабилности и немира.

## Земље чланице
Од фебруара 2017. ECOWAS има 15 држава чланица; осам од њих говоре француски, пет говоре енглески, а две португалски. Сви садашњи чланови придружили су се заједници као оснивачи у мају 1975, осим Зеленортских Острва који су се придружили 1977.
Једина бивша чланица ECOWAS-а је Мауританија која говори арапски, која је такође била један од оснивача 1975. године и одлучила да се повуче у децембру 2000. године. Мауританија је недавно потписала нови споразум о придруженом чланству у августу 2017. године.
Мароко је званично затражио да се придружи ECOWAS-у у фебруару 2017. године. Апликација је у принципу одобрена на самиту шефова држава у јуну 2017, али је понуда Марока за чланство у застоју.
Мали је суспендован из ECOWAS-а 30. маја 2021, након другог војног удара у року од девет месеци. Гвинеја је такође суспендована 8. септембра 2021, убрзо након што се у земљи догодио војни удар. Санкције су обема земљама уведене 16. септембра. Мали је 10. јануара 2022. најавио затварање својих граница и опозвао неколико амбасадора из ECOWAS-а као одговор на санкције уведене због одлагања избора на четири године. Дана 28. јануара 2022, Буркина Фасо је суспендована из ECOWAS-а након војног удара.
Нигер, Мали и Буркина Фасо објављују да напуштају организацију 28. јануара 2024., што је догађај без преседана од стварања ЕЦОВАС-а, наводећи посебно недостатак помоћи организације у суочавању с тероризмом и оптужујући је да је под утицај страних сила.
Статистички подаци за становништво, номинални БДП и БДП по паритету куповне моћи који су наведени у наставку су преузети из процена Светске банке за 2015. годину, објављених у децембру 2016. године. Подаци о подручју преузети су из извештаја за 2012. који је саставио Одсек за статистику Уједињених нација.
| Земља              | Површина (km²) | Популација (thousands) | GDP (nominal) (millions USD) | GDP (PPP) (millions intl.$) | Валута     | Званични језик |
| ------------------ | -------------- | ---------------------- | ---------------------------- | --------------------------- | ---------- | -------------- |
| Зеленортска Острва | 4.033          | 521                    | 1.603                        | 3.413                       | ескудо     | португалски    |
| Гамбија            | 11.295         | 1.991                  | 939                          | 3.344                       | даласи     | Енглески       |
| Гвинеја            | 245.857        | 12.609                 | 6.699                        | 15.244                      | франак     | француски      |
| Гвинеја Бисао      | 36.125         | 1.844                  | 1.057                        | 2.685                       | ЦФА франак | португалски    |
| Либерија           | 111.369        | 4.503                  | 2.053                        | 3.762                       | долар      | енглески       |
| Мали               | 1.240.192      | 17.600                 | 12.747                       | 35.695                      | ЦФА франак | француски      |
| Сенегал            | 196.712        | 15.129                 | 13.610                       | 36.625                      | ЦФА франак | француски      |
| Сијера Леоне       | 72.300         | 6.453                  | 4.215                        | 10.127                      | леоне      | енглески       |
| Тотал зоне А       | 1.917.883      | 60.550                 | 42.923                       | 110.895                     | —          | —              |

| Земља           | Површина (km²) | Популација (хиљада) | GDP (nominal) (милиона УСД) | GDP (PPP) (милиона међ.$) | Валута     | Званични језик |
| --------------- | -------------- | ------------------- | --------------------------- | ------------------------- | ---------- | -------------- |
| Бенин           | 114.763        | 10.880              | 8.291                       | 22.377                    | ЦФА франак | француски      |
| Буркина Фасо    | 272.967        | 18.106              | 10.678                      | 30.708                    | ЦФА франак | француски      |
| Гана            | 238.533        | 27.410              | 37.543                      | 115.409                   | седи       | енглески       |
| Обала Слоноваче | 322.463        | 22.702              | 31.759                      | 79.766                    | ЦФА франак | француски      |
| Нигер           | 1.267.000      | 19.899              | 7.143                       | 19.013                    | ЦФА франак | француски      |
| Нигерија        | 923.768        | 182.202             | 481.066                     | 1.093.921                 | најра      | енглески       |
| Того            | 56.785         | 7.305               | 4.088                       | 10.667                    | ЦФА франак | француски      |
| Тотал зоне Б    | 3.196.279      | 277.502             | 580.568                     | 1.371.861                 | —          | —              |